# Егоров, Борис Сергеевич
Бори́с Серге́евич Его́ров — слесарь-механик, Герой Социалистического Труда.

## Биография
Родился в 1913 году в Люберцах в крестьянской семье. Член КПСС.
В 1941—1976 гг. работал слесарем-инструментальщиком и слесарем-механиком на заводе, который носил названия Первый государственный завод счётно-аналитических машин (до 1942); завод № 828 Народного комиссариата миномётного вооружения СССР (1942—1946); Московский завод счётно-пишущих машин (1946—1949); Завод счётно-аналитических машин (1949—1961); Московский опытный завод счётно-аналитических машин (с 1961).
Разработал станок НСЕ (намоточный станок Егорова) для полуавтоматической намотки тороидальных сердечников, использовавшихся в тогдашних ЭВМ. Станок полностью заменил ручной труд на намотке сердечников, в 800 раз повышал производительность труда и заменял десятки намотчиков.
Указом Президиума Верховного Совета СССР от 28 мая 1960 года присвоено звание Героя Социалистического Труда с вручением ордена Ленина и золотой медали «Серп и Молот».
Избирался депутатом Верховного Совета РСФСР 6-го созыва, членом Президиума ВЦСПС.
Награждён орденом «Знак Почёта» (27.10.1954), медалями «За трудовую доблесть» (26.04.1963), «За доблестный труд в Великой Отечественной войне 1941—1945 гг.».
Заслуженный изобретатель РСФСР (1963).
Умер 22 октября 1984 года. Похоронен в Москве на Ваганьковском кладбище.

## Сочинения
- Егоров Б. С. Секрет НСЕ: Записки рабочего-изобретателя / Лит. запись А. М. Певзнера. — М.: Профиздат, 1961. — 136 с: ил.

## Память
Герой документального фильма «Секрет НСЕ», 1959 г., режиссёр Семён Райтбурт, премия Всесоюзного кинофестиваля 1960 г.